# Georg Ludwig August Volkens
Georg Ludwig August Volkens (13 de julio de 1855, Berlín - † 10 de enero de 1917 ibíd.) fue un botánico, ecólogo, fisiólogo vegetal y geobotánico alemán que trabajó en África.

## Biografía
Volkens estudió ciencias naturales en las universidades de Berlín (Universidad Friedrich-Wilhelms) y en Würzburgo, particularmente entre los botánicos Alexander Braun, Julius Sachs, Simon Schwendener, en la que, en 1882 obtuvo su doctorado con el trabajo Ueber Wasserausscheidung in liquider Form an den blaettern hoeherer Pflanzen (Acerca de la excreción de agua en forma líquida a las hojas de las plantas superiores). De 1884 a 1885 viajó en nombre de la Academia Prusiana de las Ciencias, a Egipto, donde estudia por su trabajo Die Flora der ägyptisch-arabischen Wüste, auf Grundlage anatomisch-physikalischer Forschungen dargestellt (La flora del desierto de Egipto, Arabia, teniendo como base la investigación anatómica y física), llevado a cabo, con el que completó su habilitación en 1887. De 1887 a 1889 trabajó como becario de Adolf Engler, del Jardín y Museo Botánico de Berlín-Dahlem, y posteriormente se convirtió en profesor de Botánica en la Universidad de Berlín.
De 1892 a 1894, fue a África, en comisión, encargado por la Academia de Ciencias y la Oficina del Reich Colonial en el establecimiento de una Estación científica en Kilimanjaro.
Desde 1894 fue botánico colonial de la Sociedad colonial alemana en Berlín-Charlottenburg. En 1895 obtuvo el título de profesor ordinario, y en 1897 entró como asistente de investigación excepcional del Museo Botánico de Berlín, y un año más tarde su curador, actuando principalmente en la gestión del jardín botánico para las colonias.
Entre 1899 a 1900, fue asignado a una expedición al Pacífico Sur, el cambio del pabellón debería tener lugar en las islas Carolinas, estudiando su flora y de las Marianas, y estimando el valor económico. Entre 1901 y 1902 reside en Java, donde asistió al Jardín Botánico de Buitenzorg tareas coloniales. Después de su regreso, se dedicó principalmente a las tareas en el museo hasta 1910, también daba regularmente conferencias en diversas instituciones en Berlín. Volkens murió en 1917 en su ciudad natal.

## Algunas publicaciones
Georg Volkens llevó a cabo principalmente con Alexander Tschirch, Emil Heinricher, Heinrich Schenck, y sobre todo con Gottlieb Haberlandt como el fundador de la anatomía fisiológica vegetal, y aún más con el trabajo de Simon Schwendener, tratado principalmente de los fundamentos físicos de la estructura vegetal. Ha publicado, entre otros:
- Ueber Wasserausscheidung in liquider Form an den Blaettern hoeherer Pflanzen. Berlín 1882 (disertación)
- Über die Beziehungen zwischen Standort und Bau der Pflanzen. Jahrbücher des Botanischen Gartens III : 1-46. Berlín 1884
- Die Flora der ägyptisch-arabischen Wüste, auf Grundlage anatomisch-physikalischer Forschungen dargestellt. Berlín 1887
- Über Pflanzen mit lackierten Blattern. Berichte der Deutschen Botanischen Gesellschaft VIII : 120-140, Taf. VIII. 1890
- Chenopodiaceae. In: Engler-Prantl Natürliche Pflanzenfamilien. III, 1,a : 36-91. 1892
- Der Kilimandscharo. Berlín 1897
- Über die Bestäubung einiger Loranthaceen und Proteaceen. Festschrift für Schwendener : 251-270. Berlín 1899
- Die Vegetationsverhältnisse der Karolinen. In Englers Botanische Jahrbücher XXXI : 412-477. 1901
- Die Nutzpflanzen Togos. Notizblatt des Botanischen Gartens. Appendix XXII, 1909 & 1910
- Laubfall und Lauberneuerung in den Tropen, Berlín 1912

## Honores

### Epónimos
Géneros
- (Acanthaceae) Volkensiophyton Lindau[2]
- (Apiaceae) Volkensiella H.Wolff[3]
- (Asteraceae) Volkensia O.Hoffm.[4]
- (Amaranthaceae) Volkensinia Schinz[5]

Especies (166 + 6 + 4 registros)
- (Aloaceae) Aloe volkensii Engl.[6]
- (Acanthaceae) Dyschoriste volkensii C.B.Clarke[7]
- (Convolvulaceae) Lepistemonopsis volkensii Dammer[8]
- (Cornaceae) Cornus volkensii Harms[9]
- (Clusiaceae) Garcinia volkensii (Lauterb.) Kosterm.[10]
- (Cyperaceae) Cyperus volkensii K.Schum. ex C.B.Clarke[11]
- (Dracaenaceae) Sansevieria volkensii Gürke[12]
- (Linaceae) Linum volkensii Engl.[13]
- (Piperaceae) Peperomia volkensii C.DC.[14]
- (Rubiaceae) Gardenia volkensii K.Schum.[15]
- (Vitaceae) Cissus volkensii Gilg[16]
- (Vittariaceae) Haplopteris volkensii (Hieron.) E.H.Crane[17]
- (Vittariaceae) Vittaria volkensii Hieron.[18]

- La abreviatura «Volkens» se emplea para indicar a Georg Ludwig August Volkens como autoridad en la descripción y clasificación científica de los vegetales.[19]